# La Fauria (Alts Alps)
La Fauria (en francès La Faurie) és un municipi francès situat al departament dels Alts Alps i a la regió de Provença – Alps – Costa Blava.

## Demografia
| 1831                                       | 1962 | 1968 | 1975 | 1982 | 1990 | 1999 | 2006 | 2016 |
| ------------------------------------------ | ---- | ---- | ---- | ---- | ---- | ---- | ---- | ---- |
| 769                                        | 274  | 250  | 227  | 215  | 224  | 231  | 301  | 322  |
| Des de 1962: població sense dobles comptes |      |      |      |      |      |      |      |      |

## Administració
| Període   | Identitat              | Partit |
| --------- | ---------------------- | ------ |
| 2001-2008 | Jean-François Dumanois |        |
| 2008-2014 | Jean-Louis Cornand     |        |
| 2014-     | Christiane Acanfora    |        |